# Gnamptogenys nigrifrons
Gnamptogenys nigrifrons é uma espécie de formiga do gênero Gnamptogenys.